# 国立病院機構釜石病院
独立行政法人国立病院機構釜石病院（どくりつぎょうせいほうじんこくりつびょういんきこう かまいしびょういん）は、岩手県釜石市にある病院。旧国立療養所釜石病院。設置・運営者は独立行政法人国立病院機構。
政策医療分野における重症心身障害の専門医療施設である。また、児童福祉法に基づく、医療型障害児入所施設（重症心身障害に対応）に指定されている。この関係で、病院内に岩手県立釜石祥雲支援学校しゃくなげ分教室を設置している。

## 交通
- JR釜石線・三陸鉄道リアス線 釜石駅より岩手県交通バス「国立釜石病院」行で終点下車。